# Grover Rees III

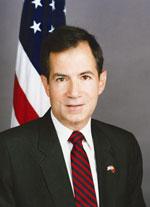
Grover Rees III

Grover Joseph Rees III (* 11. Oktober 1951 in New Orleans, Louisiana, Vereinigte Staaten) ist ein US-amerikanischer Diplomat und Lokalpolitiker.

## Werdegang
Rees absolvierte Studiengänge an der Yale University (Bachelor) und 1978 an der Louisiana State University.
1973 arbeitete Rees für den Abgeordneten David C. Treen und von 1978 bis 1979 als juristischer Sekretär für Albert Tate am Supreme Court of Louisiana. An der University of Texas war er Assistenzprofessor für Recht von 1979 bis 1986. Dem folgte bis 1991 ein Posten als US Official Chief Justice am High Court of American Samoa und bis 1993 als US Official General Counsel beim Immigration and Naturalization Service. Weitere Posten waren US Official Staff Director & Chief Counsel beim Unterkomitee für International Operations & Human Rights (1995–2001) und US Official Counsel beim Committee on International Relations, House of Representatives (2001–2002).
Rees wurde am 15. November 2002 von US-Präsident George W. Bush zum ersten Botschafter der USA in Osttimor ernannt. Seine Akkreditierung gab er am 10. Dezember 2002 bei Osttimors Präsident Xanana Gusmão ab. Zuvor hatte Shari Villarosa als Chargé d’Affaires in Dili gedient. Rees blieb bis zum 29. September 2006 als Botschafter in Osttimor. 2004 half er bei der Wahlkampagne von Bush und Dick Cheney.
Am Außenministerium der Vereinigten Staaten war er von 2006 bis 2009 Special Representative for Social Issues. Im Januar 2009 ging Rees in den Ruhestand. Von 2010 bis 2013 arbeitete er für die George W. Bush Foundation.
2016 kandidierte Rees für den Louisiana Third Congressional District.

## Sonstiges
Die akadischen Vorfahren von Rees siedelten im 18. Jahrhundert in der Region Attakapas/Saint Martin.
Er wurde als erstes Kind von Grover Rees II und Patricia Byrne geboren. Es folgten noch acht Brüder und drei Schwestern. Verheiratet ist Grover Rees III in zweiter Ehe mit Lan Dai Nguyen Rees. Er hat einen Sohn.
Rees spricht neben Englisch Französisch, Spanisch, Portugiesisch, Samoanisch und Tetum.